# Mike Smith
Mike Smith (* 22. března 1982, Kingston, Ontario, Kanada) je kanadský hokejový brankář hrající v týmu Edmonton Oilers v severoamerické lize NHL.

## Kariéra

### Juniorský hokej
Smith začal svojí juniorskou kariéru v roce 1999 v rodném Kingstonu, kde hrál za tamější Frontenacs v lize Ontario Hockey League. V první sezóně odchytal 15 zápasů a v týmu zastával roli náhradníka Andrewa Raycrofta. Po začátku sezóny 2000–01 se Smith přestěhoval do týmu Sudbury Wolves ve stejné lize, kde odchytal 43 zápasů. S Wolves se dostal do druhého kola playoff. Smith se stal prvním brankářem historie, který dokázal v jednom zápase vychytat čisté konto, vstřelit gól a zúčastnit se rvačky.

### National Hockey league

#### Dallas Stars
V roce 2001 byl Smith vybrán v pátém kole vstupního draftu NHL, na celkově 161. místě Dallasem Stars. Přesto Smith pokračoval v juniorské lize a s Wolves postoupili v sezóně 2001–02 do playoff, kde vypadli v prvním zápase s Barrie Colts poměrem 1:4 na zápasy. Před další sezónou odešel hrát profesionální hokej a sezónu 2002–03 strávil v týmech Lexington Men O'War a Utah Grizzlies v ligách ECHL respektive American Hockey League. V elitnějším z klubů to jest v Utahu odchytal 11 zápasů z pozice náhradníka Jasona Bacashihuy a Coreyho Hirsche. Před sezónou 2003–04 přišel do Utahu Dan Ellis, se kterým se Smith střídal v roli náhradníka za Bacashishuou. Před sezónou 2004–05 odešel Smith do Houstonu Aeros, kde se o odchytané zápasy dělil s Joshem Hardingem. Smith se připojil k týmu Iowa Stars v jejich premiérové sezóně v AHL v sezóně 2005–06. Smith pomohl Iowě do playoff, ve kterém vypadli v prvním kole s Milwaukee Admirals. V létě roku 2006 podstoupil Smith operaci ramene, které si zranil během sezóny. Na předsezónním tréninkovém kempu Dallasu Stars si vydobyl pozici náhradního brankáře Martyho Turca. Ve svém prvním celém zápasu NHL 21. října 2006 pochytal všech 22 střel Phoenixu Coyotes a vychytal tak současně své první čité konto. 4. ledna 2007 Smith utrpěl otřes mozku poté co jej zasáhla prudká střela do hlavy a byl nucen vynechat několik týdnů. Po svém návratu vychytal dvě vítězství po sobě v zápasech, ve kterých vystřídal Turca a 10. února 2007 vychytal čisté konto proti Anaheimu Ducks. 14. června 2007 byl Smith jmenován do NHL All-Rookie týmu.

#### Tampa Bay Lightning
26. února 2008 byl Smith společně s Jussim Jokinenem, Jeffem Halpernem a výběrem ve 4. kole draftu NHL 2009 (ve kterém si pozdější majitelé výběru Edmonton Oilers vybrali Kylea Bigose) vyměněn do Tampy Bay Lightning za Brada Richardse a Johana Holmqvista. Smith debutoval za Lightning hned následující den po výměně při porážce 2:3 proti Minnesotě Wild. 15. března 2009 vychytal čisté konto proti New York Rangers. Smith se tak stal teprve třetím brankářem se statusem nováčka, který vychytal v jedné sezóně čisté konto ve dvou různých klubech a byl prvním po 79 letech. Smith v sezóně 2008-09 vychytal 14 vítězných zápasů v dresu Lightning před tím, než utrpěl otřes mozku, což jej do konce sezóny vyřadilo ze hry. 2. února 2011 byl zapsán na Waiver list, aby mohl být odeslán do nižší ligy AHL, do týmu Norfolk Admirals. Z waiver listu si jej nikdo nestáhl.

### Phoenix Coyotes
Prvního července 2011 podepsal Smith dvouletý kontrakt na 2 miliony dolarů s Phoenixem Coyotes. Stanovil nový rekord NHL v počtu zákroků při vítězství s čistým kontem v základní hrací době, když nepustil za svá záda ani jednu z 54 střel, kterým čelil v zápase s Columbus Blue Jackets 3. dubna 2012. Phoenix zvítězil 2:0. Tento rekordní zápis překonal brankář Edmontonu Ben Scrivens, když Oilers porazili 29. ledna 2014 San Jose Sharks poměrem 3:0 a Scrivens zastavil všech 59 střel soupeře. Smith v první sezoně v dresu Coyotes dosáhl 38 vítězství, Phoenix se díky potřetí za sebou probojoval do play-off a Smith se umístil na pátém místě v hlasování o Vezina Trophy pro nejlepšího brankáře NHL.
Ve vyřazovacích bojích sezony 2011–2012 dovedl Smith Phoenix k první vítězné sérii od roku 1987, když porazili Chicago Blackhawks 4:2 na zápasy. Po vítězství v druhém kole poměrem 4:1 nad Nashvillem postoupil Phoenix do finále západní konference, kde podlehli pozdějšímu vítězi Stanley Cupu Los Angeles Kings 1:4 na zápasy. Smith se v playoff prezentoval skvělým průměrem 1,99 branky na zápas a 94,4% procentní úspěšností zásahu a patřil statisticky mezi nejlepší brankáře playoff 2012.
5. července 2013 podepsal Smith novou šestiletou smlouvu s Coyotes na 34 milionů dolarů.
Téhož roku, 19. října 2013, se stal sedmým brankářem v historii, kterému se podařilo vystřelit puk do prázdné branky soupeře a skórovat (čtyřem dalším brankářům byla branka připsána po vlastních brankách soupeřů). Smith vstřelil branku v čase, kdy zbývala 0,1 sekundy v základní hrací době, do prázdné branky Detroitu Red Wings.

### Mezinárodní úspěchy
Mike Smith získal zlatou olympijskou medaili na zimních hrách v ruském Soči, kde byl součástí vítězného kanadského výběru jako třetí brankář.

## Ocenění a úspěchy
- 2006 AHL - Brankář měsíce dubna 2006
- 2007 NHL - All-Rookie Team
- 2013 NHL - Nejvíce čistých nul
- 2015 MS - Top tří nejlepších hráčů v týmu
- 2017 NHL - All-Star Game

## Prvenství
- Debut v NHL - 21. října 2006 (Phoenix Coyotes proti Dallas Stars)
- První vychytaná nula v NHL - 21. října 2006 (Phoenix Coyotes proti Dallas Stars)
- První inkasovaný gól v NHL - 28. října 2006 (Dallas Stars proti Los Angeles Kings, kanadským obráncem Rob Blake)

## Statistiky

### Základní části
| Sezona       | Tým                  | Liga         | Z   | V   | P   | R  | Pvp | MIN    | OG    | ČK | POG  | %ChS |
| ------------ | -------------------- | ------------ | --- | --- | --- | -- | --- | ------ | ----- | -- | ---- | ---- |
| 1998–99      | Kingston Voyageurs   | OPJHL        | 16  | —   | —   | —  | —   | 906    | 53    | 0  | 3.51 | —    |
| 1999–00      | Kingston Voyageurs   | OPJHL        | 3   | —   | —   | —  | —   | —      | —     | —  | —    | —    |
| 1999–00      | Kingston Frontenacs  | OHL          | 15  | 4   | 4   | 7  | 1   | 666    | 42    | 0  | 3.78 | .894 |
| 2000–01      | Kingston Frontenacs  | OHL          | 3   | 0   | 0   | 3  | 0   | 137    | 8     | 0  | 3.51 | .896 |
| 2000–01      | Sudbury Wolves       | OHL          | 43  | 22  | 10  | 11 | 3   | 2,572  | 108   | 3  | 2.52 | .920 |
| 2001–02      | Sudbury Wolves       | OHL          | 53  | 19  | 24  | 10 | 4   | 3,083  | 157   | 3  | 3.06 | .921 |
| 2002–03      | Lexington Men O' War | ECHL         | 27  | 11  | 10  | 4  | —   | 1,553  | 66    | 1  | 2.55 | .910 |
| 2002–03      | Utah Grizzlies       | AHL          | 11  | 5   | 5   | 0  | —   | 614    | 33    | 0  | 3.23 | .906 |
| 2003–04      | Utah Grizzlies       | AHL          | 21  | 8   | 11  | 0  | —   | 1,186  | 56    | 2  | 2.83 | .908 |
| 2004–05      | Houston Aeros        | AHL          | 45  | 19  | 17  | 3  | —   | 2,408  | 97    | 5  | 2.42 | .915 |
| 2005–06      | Iowa Stars           | AHL          | 50  | 25  | 19  | 6  | —   | 2,998  | 125   | 3  | 2.50 | .917 |
| 2006–07      | Dallas Stars         | NHL          | 23  | 12  | 5   | —  | 2   | 1,213  | 45    | 3  | 2.23 | .912 |
| 2007–08      | Dallas Stars         | NHL          | 21  | 12  | 9   | —  | 0   | 1,172  | 48    | 2  | 2.46 | .906 |
| 2007–08      | Tampa Bay Lightning  | NHL          | 13  | 3   | 10  | —  | 0   | 774    | 36    | 1  | 2.79 | .893 |
| 2008–09      | Tampa Bay Lightning  | NHL          | 41  | 14  | 18  | —  | 9   | 2,471  | 108   | 2  | 2.62 | .916 |
| 2009–10      | Tampa Bay Lightning  | NHL          | 42  | 13  | 18  | —  | 7   | 2,273  | 117   | 2  | 3.09 | .900 |
| 2010–11      | Norfolk Admirals     | AHL          | 5   | 1   | 4   | —  | 0   | 296    | 9     | 1  | 1.83 | .924 |
| 2010–11      | Tampa Bay Lightning  | NHL          | 22  | 13  | 6   | —  | 1   | 1,202  | 58    | 1  | 2.90 | .899 |
| 2011–12      | Phoenix Coyotes      | NHL          | 67  | 38  | 18  | —  | 10  | 3,903  | 144   | 8  | 2.21 | .930 |
| 2012–13      | Phoenix Coyotes      | NHL          | 34  | 15  | 12  | —  | 5   | 1,956  | 84    | 5  | 2.58 | .910 |
| 2013–14      | Phoenix Coyotes      | NHL          | 62  | 27  | 21  | —  | 10  | 3,610  | 159   | 3  | 2.64 | .915 |
| 2014–15      | Arizona Coyotes      | NHL          | 62  | 14  | 42  | —  | 5   | 3,556  | 187   | 0  | 3.16 | .904 |
| 2015–16      | Arizona Coyotes      | NHL          | 32  | 15  | 13  | —  | 2   | 1,754  | 77    | 3  | 2.63 | .916 |
| 2016–17      | Arizona Coyotes      | NHL          | 55  | 19  | 26  | —  | 9   | 3,203  | 156   | 3  | 2.92 | .914 |
| 2017–18      | Calgary Flames       | NHL          | 55  | 25  | 22  | —  | 6   | 3,191  | 141   | 3  | 2.65 | .916 |
| 2018–19      | Calgary Flames       | NHL          | 42  | 23  | 16  | —  | 2   | 2,400  | 109   | 2  | 2.72 | .898 |
| 2019–20      | Edmonton Oilers      | NHL          | 39  | 19  | 12  | —  | 6   | 2,157  | 106   | 1  | 2.95 | .902 |
| 2020–21      | Edmonton Oilers      | NHL          | 32  | 21  | 6   | —  | 2   | 1,847  | 71    | 3  | 2.31 | .923 |
| 2021–22      | Edmonton Oilers      | NHL          | 28  | 16  | 9   | —  | 2   | 1,580  | 74    | 2  | 2.81 | .915 |
| Celkem v NHL | Celkem v NHL         | Celkem v NHL | 670 | 299 | 263 | —  | 78  | 38,260 | 1,720 | 44 | 2.70 | .912 |

### Play-off
| Sezona     | Tým                  | Liga       | Z  | V  | P  | MIN   | OG  | ČK | POG   | %ChS |
| ---------- | -------------------- | ---------- | -- | -- | -- | ----- | --- | -- | ----- | ---- |
| 2000–01    | Sudbury Wolves       | OHL        | 12 | 7  | 5  | 735   | 26  | 2  | 2.12  | .921 |
| 2001–02    | Sudbury Wolves       | OHL        | 5  | 1  | 4  | 303   | 15  | 0  | 2.97  | .924 |
| 2002–03    | Lexington Men O' War | ECHL       | 2  | 0  | 1  | 93    | 8   | 0  | 5.14  | .822 |
| 2004–05    | Houston Aeros        | AHL        | 3  | 1  | 2  | 181   | 4   | 0  | 1.33  | .957 |
| 2005–06    | Iowa Stars           | AHL        | 7  | 3  | 4  | 417   | 19  | 0  | 2.74  | .907 |
| 2010–11    | Tampa Bay Lightning  | NHL        | 3  | 1  | 1  | 120   | 2   | 0  | 1.00  | .958 |
| 2011–12    | Phoenix Coyotes      | NHL        | 16 | 9  | 7  | 1,027 | 34  | 3  | 1.99  | .944 |
| 2018–19    | Calgary Flames       | NHL        | 5  | 1  | 4  | 319   | 17  | 1  | 3.20  | .917 |
| 2019–20    | Edmonton Oilers      | NHL        | 1  | 0  | 1  | 27    | 5   | 0  | 11.31 | .783 |
| 2020–21    | Edmonton Oilers      | NHL        | 4  | 0  | 4  | 300   | 12  | 0  | 2.40  | .912 |
| 2021–22    | Edmonton Oilers      | NHL        | 16 | 8  | 6  | 871   | 49  | 2  | 3.38  | .913 |
| NHL totals | NHL totals           | NHL totals | 45 | 19 | 23 | 2,663 | 119 | 6  | 2.68  | .924 |

### Reprezentace
| Rok                    | Tým                    | Soutěž                 | Z | V | P | R | MIN | OG | ČK | POG  | %ChS |
| ---------------------- | ---------------------- | ---------------------- | - | - | - | - | --- | -- | -- | ---- | ---- |
| 2015                   | Kanada                 | MS                     | 8 | 8 | 0 | 0 | 480 | 12 | 2  | 1.50 | .932 |
| Seniorská reprezentace | Seniorská reprezentace | Seniorská reprezentace | 8 | 8 | 0 | 0 | 480 | 12 | 2  | 1.50 | .932 |